# Heinrich von Veldeke
Heinrich von Veldeke (* vor 1150; † zwischen 1190 und 1200; mittelhochdeutsch: Heinrich von Veldig, limburgisch: Heinric van Veldeke, niederländisch: Hendrik van Veldeke) ist in Deutschland zumeist als niederländisch-deutscher Dichter des 12. Jahrhunderts bekannt und stammte aus einem adligen Geschlecht, das in der Nähe von Maastricht seinen Sitz hatte. In seinem heimatlichen Limburg wird von Veldeke jedoch speziell als altlimburgischer Dichter verehrt.

## Leben

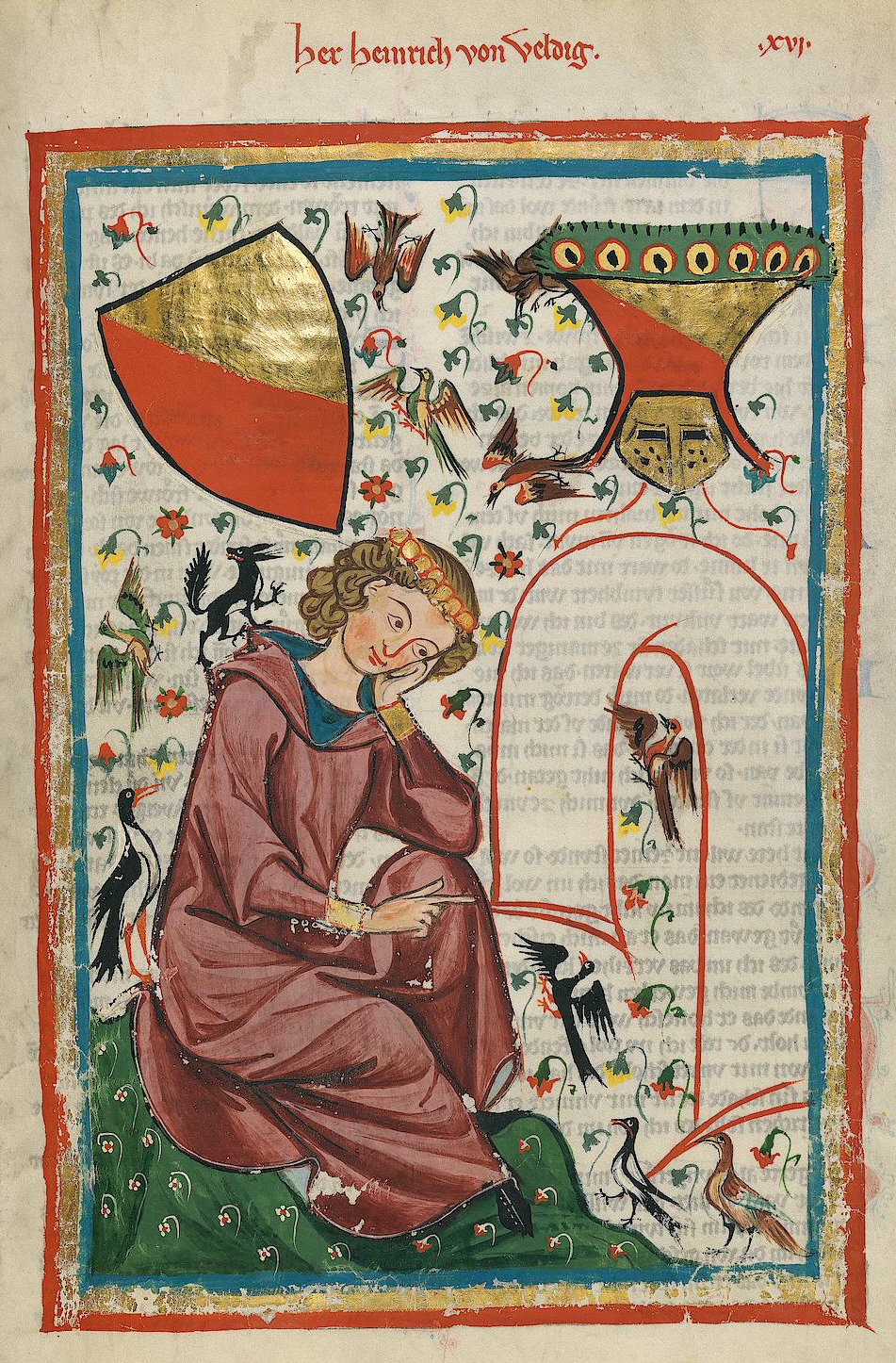
Herr Heinrich von Veldeke (Codex Manesse, um 1300)

Heinrich von Veldeke wurde wohl um 1140/50 geboren; die Geburt vor 1150 ist wahrscheinlich, da im Jahr 1174 das Manuskript seines Eneas-Romans zu zwei Dritteln fertig war. Er ging aus einem Ministerialengeschlecht hervor, das sich nach dem Dorf Veldeke westlich von Maastricht im heutigen Belgien benannte (Hs C). Eventuell war er zum Kleriker ausgebildet worden, versah dann aber den Hofdienst. Er stand um 1170 im Dienste der Herren von Loon und Rieneck, die zugleich die Burggrafschaft von Mainz bekleideten.
Aus streng historischer Sicht wäre es falsch, Veldeke einer Nationalität zuzuordnen, da die betroffenen Staaten zu seiner Zeit noch nicht existierten. Veldeke also als niederländischen oder deutschen Autor zu bezeichnen, führte im Verlauf der Forschung zu ziellosen und wenig ergiebigen Debatten, die Sprachanalysen ebenso einschlossen wie geographisch-historische Recherchen. Problematisch werden diese Versuche insbesondere, weil die biographischen Daten zum Autor äußerst dünn gesät sind und Sprachanalysen einen Umweg über den Dialekt der jeweiligen Schreiber der Handschriften gehen müssen, die Veldekes Werk überliefern, um Gemeinsamkeiten herauszufiltern, die auf eine eventuelle sprachliche Identität eines Autors schließen ließen, jedoch nicht belegbar bleiben müssen.
In Mainz wohnte er zu Pfingsten 1184 dem berühmten Kaiserfest bei, das Friedrich I. seinen Söhnen Heinrich und Friedrich zu Ehren veranstaltete. Er nennt als Gönner: die Gräfinnen Agnes von Loon und Margarete von Kleve sowie den späteren Landgrafen Hermann von Thüringen, an dessen Hof er die Eneit vollendet.
Er starb wahrscheinlich kurz vor 1190 auf der Neuenburg bei Freyburg (Unstrut).

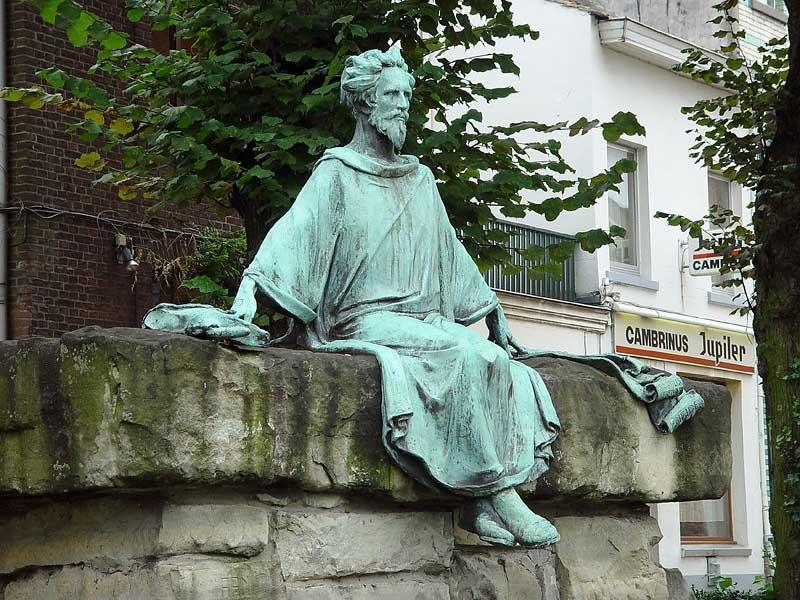
Hendrik-Van-Veldeke-Denkmal in Hasselt

Es gibt Informationen über den Diebstahl seines zu zwei Dritteln fertigen Romanmanuskripts im Jahr 1174, das er neun Jahre später in Thüringen zurückerhalten und abgeschlossen haben soll. Jedoch gibt es auch dafür keine positiven Beweise (Eneit 352,26ff.), bzw. aus der Tatsache, dass Wolfram von Eschenbach im 8. Buch des Parzival, also etwa 1205, seinen Tod beklagt (404,28f.).

## Stand und Bildung
Über die ständische Zugehörigkeit Heinrichs können keine gesicherten Angaben gemacht werden. In der neueren Forschung wird er zwar fast durchweg zur Ministerialität oder zum ritterlichen Adel gezählt, dies jedoch entbehrt jeglicher historischen Grundlage. Die einzigen Kriterien, an denen man diese Adelszugehörigkeit festmachen will, sind die in der literarischen Überlieferung angegebenen Titulaturen wie etwa „meister“ oder „her“. Doch die Bezeichnung eines volkssprachlichen Dichters als „meister“ oder „her“ kann auch lediglich auf dessen Bildungsgrad und poetische Meisterhaftigkeit abzielen.
Mit recht großer Wahrscheinlichkeit lässt sich heute sagen, dass Heinrich von Veldeke eine geistliche Ausbildung durchlaufen haben muss, denn er war wohl der lateinischen Sprache mächtig. Dies zeigt sich etwa darin, dass er die Servatius-Legende direkt aus dem Lateinischen übertrug und dabei der lateinischen Quelle sehr treu geblieben ist. Auch an einigen Stellen seines Hauptwerks, des Eneasromans, wird deutlich, dass Heinrich die lateinische Überlieferung dieses Stoffs gekannt haben muss, da er an einigen Stellen über seine französische Hauptquelle, den Roman d’Énéas, hinausgeht und diese teils gar korrigiert. Doch ob Heinrich diese zusätzlichen Kenntnisse direkt aus den lateinischen Werken oder aus zweiter oder dritter Hand bezog, ist ungewiss.
Sicher ist, dass er Französisch konnte; seine literarhistorische Hauptleistung besteht ja eben im Transfer epischer und lyrischer Traditionen Nordfrankreichs in den deutschen Sprachraum. Die Nähe seiner Heimat zum französischen Sprachraum lässt es möglich erscheinen, dass Heinrichs höfische Ausbildung mehr oder weniger zweisprachig war.

### Wappen
Blasonierung: „Schräggeteilt von Gold und Rot.“

## Sprache

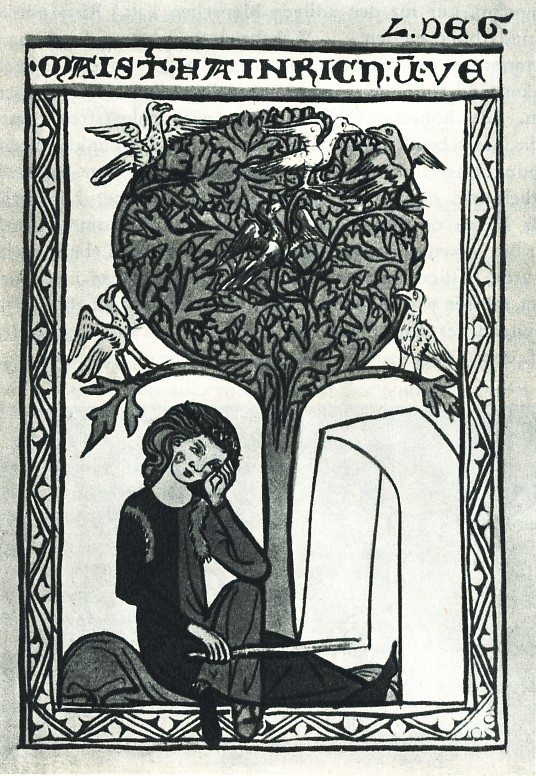
Heinrich von Veldeke in der Weingartner Liederhandschrift aus der ersten Hälfte des 14. Jahrhunderts.

Heinrich von Veldeke wird von sowohl der niederländischen wie der deutschsprachigen Literatur als der erste große Schriftsteller der jeweiligen Literatur gelobt. Von der Servatiuslegende besitzen wir eine Handschrift aus dem 15. Jahrhundert, die in mittelniederländischer Sprache geschrieben worden ist, und daneben auch ein Fragment im Maastrichter Dialekt des 13. Jahrhunderts. Auch ist eines seiner Minnelieder in seiner mutmaßlichen Heimatmundart überliefert.
Aber die Bedeutung Heinrichs von Veldeke für die mittelhochdeutsche Literatur ist viel größer, was vor allem daraus hervorgeht, dass fast alle Minnelieder sowie sein Eneasroman ausschließlich in mittelhochdeutschen Versionen auf uns gekommen sind. Daneben wird Heinrich von Veldeke auch von vielen deutschen Schriftstellern aus der höfischen Periode (beispielsweise Wolfram von Eschenbach, Hartmann von Aue und Gottfried von Straßburg) als das große Beispiel für die deutsche Dichtung genannt.
Die Tatsache, dass die Servatiuslegende auf Mittelniederländisch überliefert ist, hat dazu geführt, dass einige Philologen angenommen haben, der Eneasroman müsse ursprünglich vom Verfasser auch auf Limburgisch geschrieben worden sein. Das hat namentlich Otto Behaghel (in seiner Ausgabe von 1882) und Theodor Frings und Gabriele Schieb (in ihrer Ausgabe von 1964–1970) dazu gebracht, diese für verloren gehaltene Urversion aus den uns überlieferten Handschriften zu rekonstruieren. Dieses Unternehmen wird von der neueren Forschung weitgehend abgelehnt, da nicht klar ist, in welcher Mundart Heinrich von Veldeke den Eneasroman geschrieben hat.
Es gibt gute Argumente sowohl für als auch gegen die Limburger Hypothese. Es darf auch nicht vergessen werden, dass Heinrich von Veldeke während seines Lebens im Dienst von meist deutschen Adligen stand und viel Zeit in Thüringen verbracht hat. Die meisten modernen Forscher lehnen die Limburger Rekonstruktion ab und verlassen sich stattdessen auf die kritische Ausgabe von Ludwig Ettmüller (aus dem Jahr 1852), die 1997 in einer weiteren Edition von Dieter Kartschoke neu veröffentlicht wurde, oder aber sie folgen der diplomatischen Ausgabe der Berliner Bilderhandschrift, die Hans Fromm 1992 ediert hat.

## Werke
Heinrich von Veldeke trat als Epiker und als Minnesänger hervor. Die höfische Minneauffassung ist für ihn bezeichnend; er gehört zu den ersten, die Formen und Motive der provenzalischen Troubadourlyrik aufnehmen.
- Servatius-Legende (6000 Verse): eine auf Anregung der Gräfin Agnes von Loon vor 1170 entstandene Bearbeitung.
- Eneasroman (13.500 Verse), früher auch Eneide oder Eneit genannt: abgeschlossen 1187/89; mit diesem Werk wurde er zum Begründer des mittelhochdeutschen höfischen Romans; Hauptquelle ist nicht Vergils Aeneis, sondern der anonym überlieferte altfranzösische Roman d’Énéas (ca. 1160), der seinerseits auf Vergil beruht.
- Lyrik: etwas mehr als 30 meist einstrophige Minnelieder, z. B. „Ez sint guotiu niuwe mâre“ (MF 56,1v)[2]. Das Lied „Wol mich der sinne“[3][4] gilt heute als von Ulrich von Liechtenstein.

### Ausgaben
- Ludwig Ettmüller, Heinrich von Veldeke. (Dichtungen des deutschen Mittelalters 8) Leipzig: G.J. Göschen’sche Verlagshandlung, 1852.
- Heinrich von Veldeke, Eneas Dieter Kartschoke (Hrsg.), 2. Auflage. Leipzig: Reclam, 1997. (Mhd. Text ist nach der Ausgabe von Ettmüller) ISBN 3-15-008303-6
- Heinrich von Veldeke, Eneasroman. Hans Fromm (Hrsg. und Übers.). Frankfurt am Main: Deutscher Klassiker Verlag, 1992. ISBN 3-618-66040-5; ISBN 3-618-66045-6
- Henric van Veldeken, Eneide. Gabriele Schieb und Theodor Frings (Hrsg.), 3 Bände. (Deutsche Texte des Mittelalters Bde. 58-59, 62) Berlin: Akademie Verlag, 1964–70. (Text in Band 58, Kommentar in Band 59, Glossar in Band 62)
- Heinrich von Veldeke, Eneide. Mit Einleitung und Anmerkungen. Otto Behaghel (Hrsg.), 1882 [Nachdruck Hildesheim: Georg Olms, 1970].
- Des Minnesangs Frühling. Bd. 1: Texte. Hg. v. Hugo Moser und Helmut Tervooren. 38. erneut rev. Auflage Stuttgart 1988 (XI, 1-37 = MF 56,168,6 + Ps.-Veldeke)

## Überlieferung der Werke

### Eneasroman
Aus dem 12. bis 15. Jahrhundert sind 14 für die Eneit relevante Zeugnisse (Handschriften und Fragmente) bekannt. Der früheste vollständige Text (um 1220–30) liegt mit dem illustrierten Manuskript SBB-PK, Ms. germ. fol. 282 vor. Die vollständige Liste von Handschriftenzeugnissen für den Eneas ist wie folgt:
1. Fragment R (München, Bayerische Staatsbibliothek, Cgm 5249,19) ist der älteste Textzeuge für den Eneasroman. Es betrifft hier ein Pergament-Doppelblatt aus Regensburg (daher R). Das Fragment stammt noch aus dem 12. Jahrhundert, ist also innerhalb von zehn oder zwanzig Jahren nach Vollendung der Dichtung geschrieben worden. Es ist in einem ausgesprochen bairischen Dialekt geschrieben worden.
2. Fragment Wo (Wolfenbüttel, Herzog August Bibliothek, cod. Guelf. 404,9 Novorum fol. (4)) ist ein einziges Pergamentblatt um 1200 geschrieben. Die Mundart ist entweder oberdeutsch-mitteldeutsch oder ostalemannisch nach thüringischer Vorlage.
3. Handschrift B (Berlin, Staatsbibliothek zu Berlin - Preußischer Kulturbesitz, Ms. germ. fol. 282; Digitalisat), die sogenannte Berliner Bilderhandschrift, ist die früheste nahezu vollständige Handschrift. Etwa ein Zehntel des ganzen Textes ist durch Schaden verloren gegangen. Die Handschrift ist um 1220 im nordbairischen Raum geschrieben, mit ostfränkischen und ostalemannischen Einflüssen. Nicht nur ist sie die früheste Eneas-Handschrift, sie ist auch eine der schönst illustrierten Handschriften nicht-lateinischen Inhalts. Sie enthält im heutigen Zustand 71 Bildseiten mit meist je zwei Bildern. Dorothea und Peter Diemer vermuten, dass noch 16 Bildseiten verloren gegangen sind.[5]
4. Fragment Me (München, Bayerische Staatsbibliothek, Cgm 5199) besteht aus 3 Pergamentblättern aus dem ersten Drittel des 13. Jahrhunderts, also grob gleichaltrig mit der Berliner Handschrift. Die Mundart ist ostoberdeutsch.
5. Fragment Ham (Privatbesitz von Christopher de Hamel, London) sind 6 kleine Schnipsel von 3 Pergamentblättern aus dem zweiten Viertel des 13. Jahrhunderts. Die Mundart, insoweit sie aus dem sehr dürftigen Text zu bestimmen ist, ist fast sicher alemannisch.
6. Fragment P, oder die sogenannten Pfeiffer’schen Bruchstücke (Krakau, Biblioteka Jagiellonska; früher Ms. germ. 4° 1303,3) sind nach 1250 geschrieben worden und zwar in einem ostoberdeutschen Dialekt mit mitteldeutschen Einflüssen. Sie bestehen aus 6 Pergamentblättern.
7. Fragment Wa (Marburg/Lahn, Staatsarchiv, Bestand 147, Mappe A) sind die Reste eines zerschnittenen Pergamentblattes aus Waldeck. Sie enthalten ungefähr 10 Zeilen Text. Sie wurden nach dem Zweiten Weltkrieg in Marburg gefunden. Die Handschrift muss gegen Ende des 13. Jahrhunderts in einem mitteldeutschen Dialekt geschrieben worden sein.
8. Handschrift M. (München, Bayerische Staatsbibliothek, Cgm 57) ist eine Pergamenthandschrift aus dem Anfang des 14. Jahrhunderts. Neben dem Eneas enthält die Handschrift auch Mai und Beaflor und Ottes Eraclius. Die Mundart ist südbairisch oder österreichisch mit mitteldeutschen Einflüssen. Am Ende der Dichtung befindet sich ein Auftrag an Rudolf von Stadeck, den Auftraggeber für diese Handschrift.
9. Handschrift H (Heidelberg, Universitätsbibliothek, Cod. pal. germ. 368; doi:10.11588/diglit.172) ist eine Pergamenthandschrift aus 1333. Sie wurde in Würzburg von zwei Schreibern geschrieben. Die Schreibsprache ist ostfränkisch mit mitteldeutschen Einflüssen.
10. Handschrift E (Genf, Bibliotheca Bodmeriana, cod. 83) ist eine Papierhandschrift. Sie war früher im Besitz der Grafen von Degenfeld-Schonburg in Eybach/Württemberg (daher die Bezeichnung E nach Eybach). Diese Handschrift stammt aus dem späten 14. Jahrhundert, also 1375–1400. Die Schreibsprache ist westmitteldeutsch oder zentralhessisch.
11. Handschrift h (Heidelberg, Universitätsbibliothek, Cod. pal. germ. 403; doi:10.11588/diglit.2215) ist ebenfalls eine Papierhandschrift. Sie wurde im Jahre 1419 in einer elsässischen Mundart geschrieben. Diese Handschrift enthält 38 kolorierte Federzeichnungen und ist fast vollständig erhalten.
12. Handschrift w (Wien, Österreichische Nationalbibliothek, cod. 2861) ist eine Papierhandschrift 1474 in einer ostschwäbischen Mundart geschrieben. Auch diese Handschrift enthält Federzeichnungen. Der Text in dieser Handschrift ist sehr stark gekürzt.
13. Handschrift G (Gotha, Landesbibliothek, cod. chart. A 584), eine Papierhandschrift im letzten Viertel des 15. Jahrhunderts geschrieben. Die Schreibsprache ist thüringisch.
14. Fragment Gr (Berlin, Staatsbibliothek Preußischer Kulturbesitz, Grimm-Nachlass 132,14) ist eine Abschrift des 19. Jahrhunderts von einer jetzt verschollenen Handschrift. Man hat früher vermutet, dass Jakob Grimm diese Abschrift gemacht hat, aber Graphologen haben dies nach Vergleichung des Fragments mit anderen Abschriften von seiner Hand widerlegt. Über die Mundart ist nichts bekannt.[6]